# Gare de Massiac
Gare de Massiac vasútállomás Franciaországban, Massiac településen.

## Vasútvonalak
Az állomást az alábbi vasútvonalak érintik:
- Figeac–Arvant-vasútvonal

## Kapcsolódó állomások
A vasútállomáshoz az alábbi állomások vannak a legközelebb:
- Gare de Neussargues
- Gare d’Arvant